# Sodom (musikgrupp)
Sodom är ett tyskt thrash metal-band bildat i industristaden Gelsenkirchen 1981 och influerat av band som Motörhead och Venom.
Bandets mest kända album heter Agent Orange och släpptes 1989.
Sodoms musik är relativt avskalad och låtarna har oftast en tydlig rytm och struktur. Sången är på engelska med tysk brytning.
En del låtar sjungs på tyska, och har ofta ett inslag av Oi-, punk- eller skinheadrytmer. Bandet har gjort en cover på "Let's Break the Law" av Anti-Nowhere League.
Ett vanligt tema i Sodoms musik är krig, andra teman är religion, sex, våld, död och undergång.

## Medlemmar
Nuvarande medlemmar
- Tom Angelripper (Thomas Such) – basgitarr (1982– ), sång (1984– )
- Frank Blackfire (Frank Gosdzik) – gitarr (1987–1989, 2018– )
- Yorck Segatz – gitarr (2018– )
- Toni Merkel – trummor (2020– )

Tidigare medlemmar
- Bloody Monster (Rainer Focke) – trummor (1981)
- Chris Witchhunter (Christian Dudek) – trummor (1983–1992; död 2008)
- Agressor (Frank Testegen) – gitarr (1983–1984, 2007)
- Grave Violator (Josef Dominic) – gitarr (1984–1985, 2007)
- Destructor (Michael Wulf) – gitarr (1985–1986; död 1993)
- Ahäthoor (Uwe Christophers) – gitarr (1986)
- Frank Blackfire (Frank Gosdzik) – gitarr (1987–1989)
- Michael "Mika" Hoffman – gitarr (1990)
- Andreas '"Andy" Brings – gitarr (1991–1995)
- Dirk "Strahli" Strahlimeier – gitarr (1995–1996; död 2011)
- Atomic Steif (Guido Richter) – trummor (1992–1996)
- Konrad "Bobby" Schottkowski – trummor (1996–2010)
- Bernemann (Bernd Kost) – gitarr (1996–2018)
- Makka (Markus Freiwald) – trummor (2010–2018)
- Husky (Stefan Hüskens) – trummor (2018–2020)

Turnerande medlemmar
- Uwe Baltrusch – gitarr (1989–1990)

## Diskografi
Demo
- Witching Metal – 1982
- Victims of Death – 1984

Studioalbum
- Obsessed by Cruelty – 1986
- Persecution Mania – 1987
- Agent Orange – 1989
- Better Off Dead – 1990
- Tapping the Vein – 1992
- Get What You Deserve – 1994
- Masquerade in Blood – 1995
- 'Til Death Do Us Unite – 1997
- Code Red – 1999
- M-16 – 2001
- Sodom – 2006
- The Final Sign of Evil – 2007
- In War and Pieces – 2010
- Epitome of Torture – 2013
- Decision Day – 2016
- Genesis XIX – 2020
- The Arsonist – 2025

Livealbum
- Mortal Way of Live – 1988
- Live στο Ρόδον – 1991
- Marooned Live – 1994
- One Night in Bangkok – 2003

EP
- In the Sign of Evil – 1984
- Exposure of Sodomy – 1987
- Aber bitte mit Sahne! – 1993
- Sacred Warpath – 2014
- Partisan – 2018
- Chosen by the Grace of God – 2019
- Out of the Frontline Trench – 2019

Singlar
- "Ausgebombt" – 1989
- "The Saw Is the Law" – 1991

Samlingsalbum
- In the Sign of Evil / Obsessed by Cruelty – 1988
- Sodomania – 1991
- Ten Black Years - Best Of – 1996
- Sodom (5x12" vinyl box) – 2005
- The Art of Killing Poetry – 2010
- 30 Years Sodomized: 1982-2012 – 2012
- 5 Original Albums in 1 Box (5CD box) – 2013
- 5 Original Albums in 1 Box (5CD box) – 2014
- Days of Retribution – 2016
- Shrill Cries, Angel Dies (5 x kassett box) – 2017
- Demonized – 2017

Video
- Mortal Way of Live (VHS) – 1988
- Live in der Zeche Carl (VHS) – 1994
- Lords of Depravity Pt. 1 (DVD) – 2005
- Lords of Depravity II (2xDVD) – 2010

Annat
- The Big Teutonic 4 (delad EP: Destruction / Kreator / Sodom / Tankard) – 2012
- "Hellion Rising" / "Water Boarding" (delad singel: Sodom / Hirax) – 2014
- The Big Teutonic 4 - Part II (delad EP: Destruction / Kreator / Sodom / Tankard) – 2015
- "Inside My Crosshairs" / "Warmongers" (delad singel: Running Wild / Sodom) – 2016